# 华夏地理
《华夏地理》是华夏地理杂志社与美国国家地理学会合办的杂志，是获得美国国家地理学会许可出版与发行的出版物。 《华夏地理》使用《国家地理杂志》封面上的亮黄色边框及月桂纹图样为其象征，同时这些标识也是国家地理杂志的注册商标。 
《华夏地理》杂志每月一刊，不定期带有辅助地图。杂志的内容包括地理、科普文章、历史、文化、時事和照片。